# Lithobius alluaudi
Lithobius alluaudi är en mångfotingart som beskrevs av Henri W. Brölemann 1924. Lithobius alluaudi ingår i släktet Lithobius och familjen stenkrypare. Inga underarter finns listade i Catalogue of Life.